# Olivia Wilde
Pour les articles homonymes, voir Wilde.
Olivia Jane Cockburn, connue sous le nom Olivia Wilde, née le 10 mars 1984 à New York, (État de New York, États-Unis), est une actrice, productrice, réalisatrice et scénariste américano-irlandaise.
Révélée par son rôle de Numéro 13 dans la série médicale Dr House (2007-2011), elle obtient ensuite au cinéma les premiers rôles féminins des blockbusters Cowboys et Envahisseurs (2011) et Tron : L'Héritage.
Mais en 2013, elle essuie les échecs commerciaux de la comédie L'Incroyable Burt Wonderstone, du film romantique Puzzle et de la comédie indépendante Drinking Buddies. Elle passe alors à des projets plus modestes : la comédie romantique Une semaine ordinaire (2014), la comédie noire Blonde sur ordonnance (2014) et le film d'horreur Lazarus Effect (2015).
Dès lors, elle alterne télévision et grand écran. Elle fait son retour au premier plan avec la série éphémère Vinyl (2016), où elle joue la femme du héros incarné par Bobby Cannavale. Puis, elle est l'héroïne du thriller A Vigilante et de la romance Seule la vie..., tous deux sortis en 2018.
En 2019, elle renoue avec les bonnes critiques grâce à sa première réalisation, la comédie indépendante Booksmart. En 2022, sa seconde réalisation sort, le thriller psychologique Don't Worry Darling.

## Biographie

### Jeunesse et formation
Olivia Jane Cockburn naît le 10 mars 1984 à New York, (État de New York, États-Unis). Elle est la fille de Leslie Cockburn (en), née Redlich, journaliste et productrice de 60 Minutes et Andrew Cockburn (en), né à Londres et élevé en Irlande, tout comme ses oncles Alexander Cockburn et Patrick Cockburn (en), également journalistes. Elle a une sœur aînée, Chloe Cockburn, avocate spécialisée dans le droit civil à New York ; sa tante, Sarah Caudwell, était autrice, et son grand-père paternel, Claud Cockburn (en), était journaliste et auteur de nouvelles.
Elle grandit dans la ville de Washington. Diplômée de la Phillips Academy d'Andover et titulaire d'une maîtrise en arts, elle étudie la comédie, réalise et produit plus d'une vingtaine de productions de l’école. Elle voyage ensuite à l’étranger, notamment en Irlande, où elle suit des cours à la Gaiety School of Acting de Dublin. Puis elle déménage à Los Angeles et tout en travaillant dans une agence de casting, obtient un petit rôle dans le long métrage The Girl Next Door, avec Elisha Cuthbert.
Elle choisit son pseudonyme en hommage au célèbre écrivain irlandais Oscar Wilde.

### Carrière

#### Révélation télévisuelle (2003-2011)

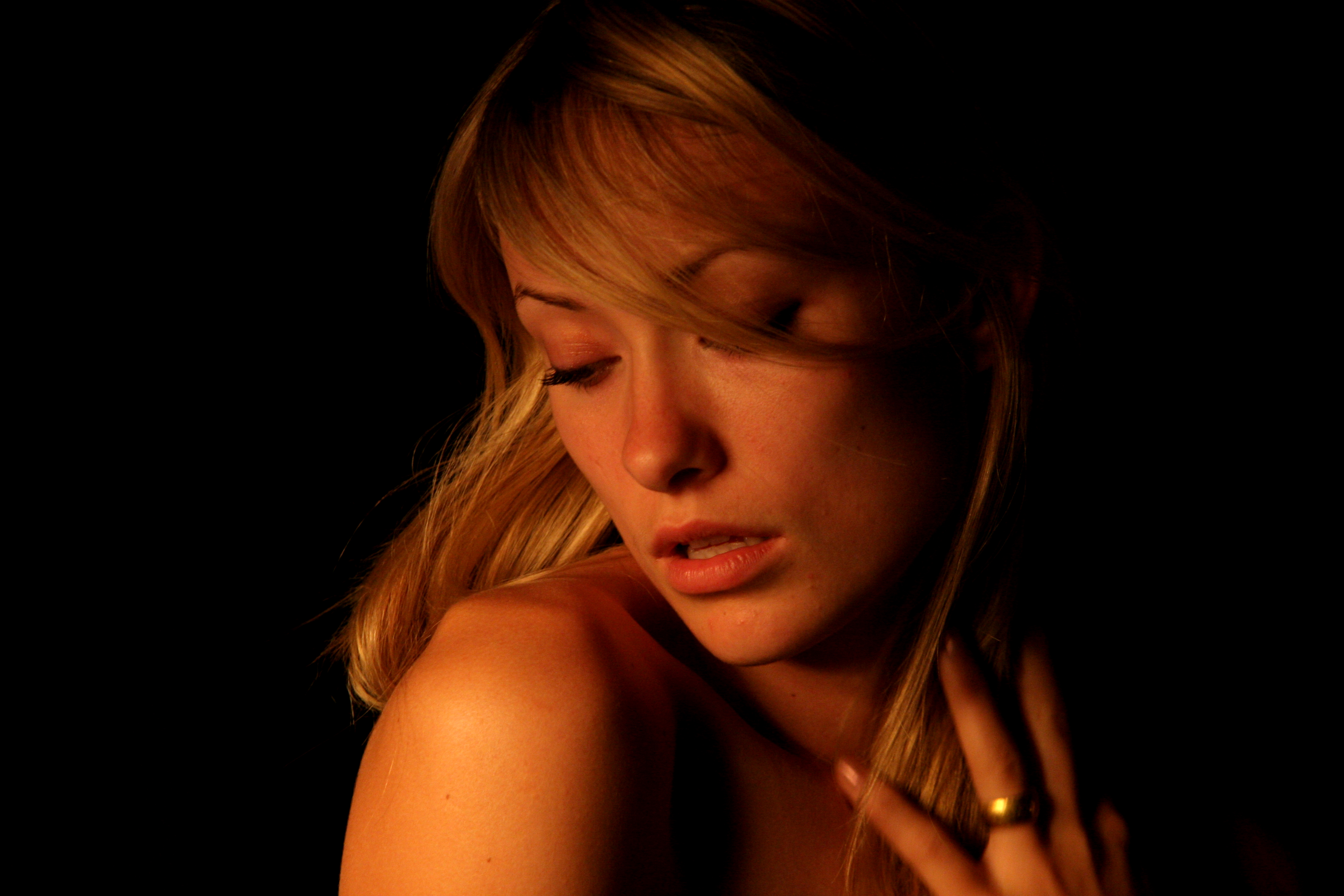
L'actrice photographiée en 2005 par son ex-mari, Tao Ruspoli.

Après une apparition dans un court-métrage, elle fait ses vrais débuts en 2003 dans la série télévisée américaine Skin, qui ne dépasse pas le cap de six épisodes. Elle continue de jouer une jeune fille dans la série Newport Beach, le temps de 13 épisodes de la saison 2.
Elle enchaîne avec quelques rôles au cinéma, qui lui permettent de passer progressivement à des personnages matures : en 2004 dans la comédie potache The Girl Next Door, de Luke Greenfield ; Conversation(s) avec une femme en 2005, mené par Helena Bonham Carter et Aaron Eckhart ; puis surtout le thriller Alpha Dog, de Nick Cassavetes, en 2006, où elle côtoie d'autres valeurs montantes, Emile Hirsch et Justin Timberlake.

Parallèlement, elle est aussi membre de l'équipe du Los Angeles Filmmaker's Cooperative. Elle est la rédactrice en chef de LAFCO NEWS et est membre de la présidence du département de l'éducation.

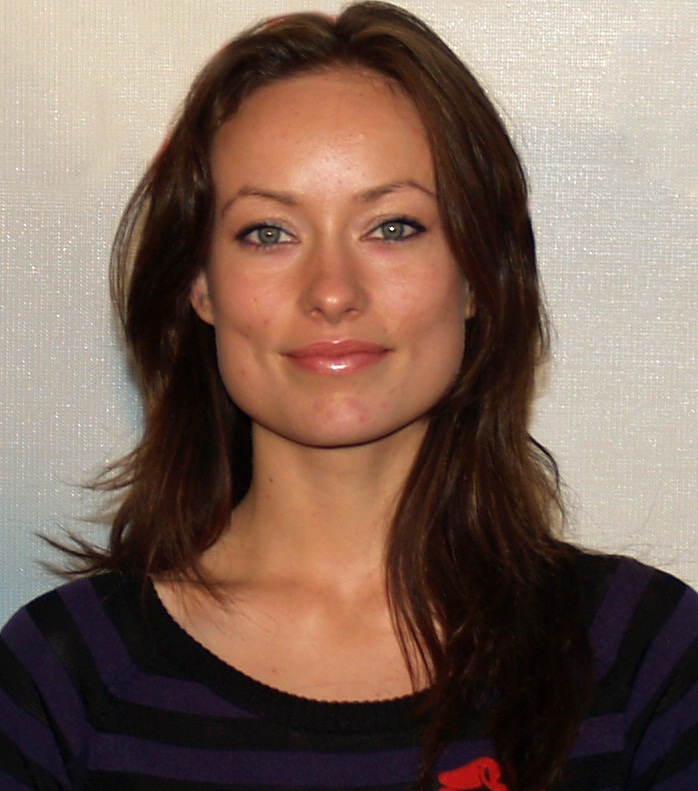
Olivia Wilde au Festival du film de Tribeca en 2007.

Elle persévère à la télévision en obtenant le premier rôle féminin de la série policière The Black Donnellys, en 2007, qui ne dépasse pas le cap d'une courte saison. Elle rebondit aussitôt vers la série médicale Dr House. Son personnage, celui de Remy Hadley, alias « Numéro 13 », récurrent en saison 4, devient principal à partir de la saison suivante. Elle parvient à participer à quelques films indépendants entre deux tournages. Absente durant une bonne partie de la saison 7, elle quitte  la série en 2011, après une dernière apparition dans l'épisode 3 de la saison 8, afin de se consacrer à sa carrière au cinéma. Elle revient néanmoins dans l'avant-dernier puis l'ultime épisode de la série intitulé Tout le monde meurt diffusé le 21 mai 2012.

#### Progression cinématographique (2011-2013)

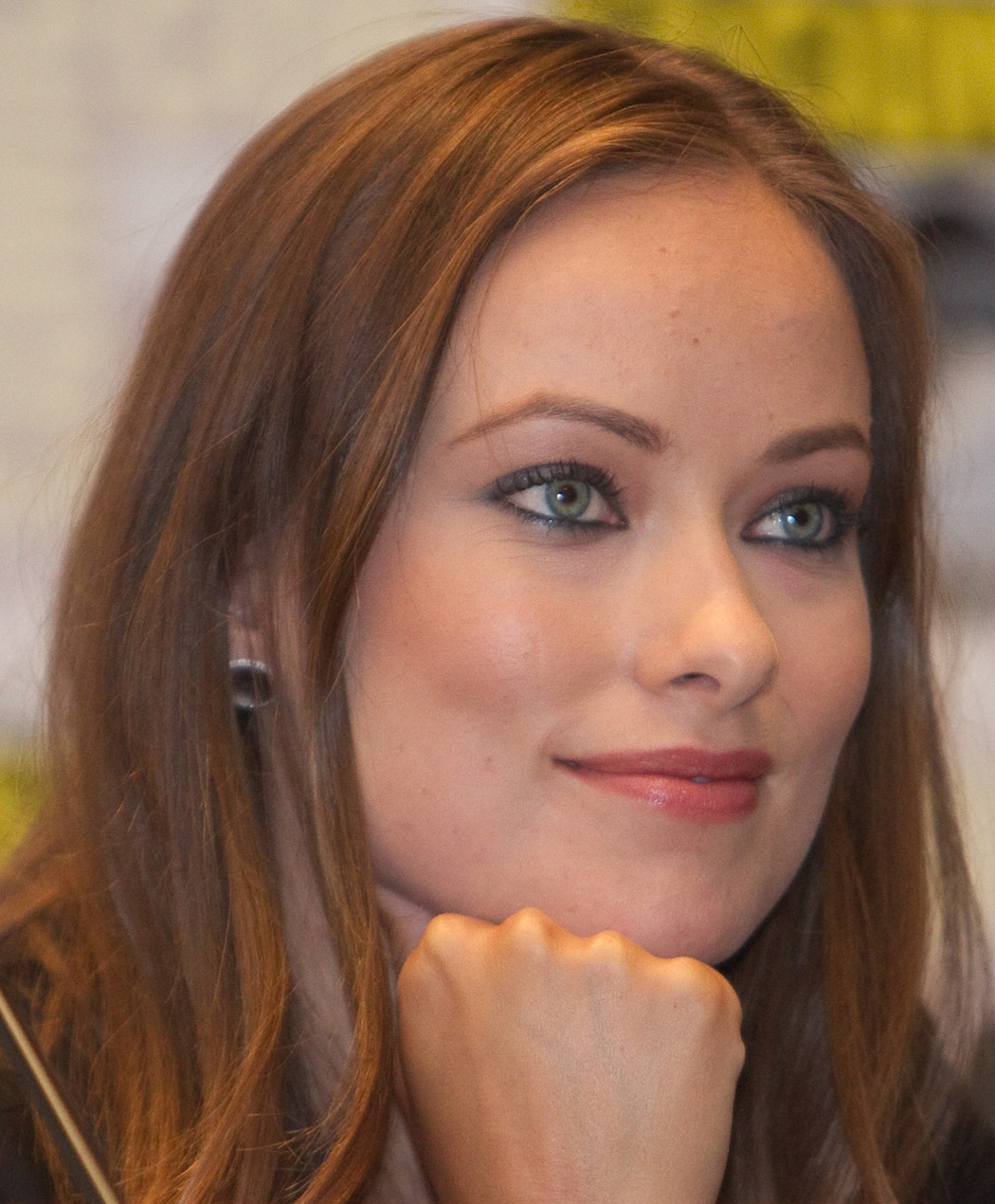
L'actrice au Comic-Con de San Diego 2010, pour la promotion de Tron : L'Héritage.

Sa carrière a en effet pris son envol, elle participe à de grosses productions, et dans des registres divers.
Elle débute par des comédies potaches, en 2009, dans la satire L'An 1 : Des débuts difficiles, de Harold Ramis et
en 2011 dans le film fantastique Échange standard, de David Dobkin, mené par Ryan Reynolds et Jason Bateman.
Elle connaît une année 2010 sous le signe du remake et d'un registre plus dramatique avec Les Trois Prochains Jours, adaptation signée Paul Haggis du drame français Pour Elle, de Fred Cavayé, puis en  jouant sous la direction de Joseph Kosinski dans le film Tron : L'Héritage qui fait suite au film Tron de 1982. Elle y interprète Quorra, le principal rôle féminin et joue aux côtés de Garrett Hedlund et Jeff Bridges. Elle reprend le rôle la même année dans les jeux vidéo Tron: Evolution et Tron Evolution: Battle Grids
ainsi qu'en 2012 dans la série d'animation Tron : La Révolte.
L'année 2011 lui permet de trouver un équilibre entre cinéma indépendant - la comédie dramatique La Famille Pickler, de Jim Field Smith, et le polar Folie meurtrière, de D.W. Brown - et blockbusters : un second rôle dans le thriller de science-fiction Time Out, d'Andrew Niccol, puis le premier rôle féminin de l'adaptation Cowboys et Envahisseurs, de Jon Favreau. Elle y évolue aux côtés d'Harrison Ford et de Daniel Craig
Désormais star, elle multiplie les apparitions hors grand écran : dans le clip Stolen de Dashboard Confessional ainsi que dans le clip It's a New Day de will.i.am pour la victoire d'Obama, mais aussi dans Derezzed du groupe Daft Punk, sur la bande originale du film Tron : L'Héritage et, en 2012, elle devient la nouvelle égérie de la marque Revlon aux côtés d'Emma Stone. Puis, en 2013, elle devient l'égérie du parfum « Amour » de la marque de cosmétiques Avon Products.

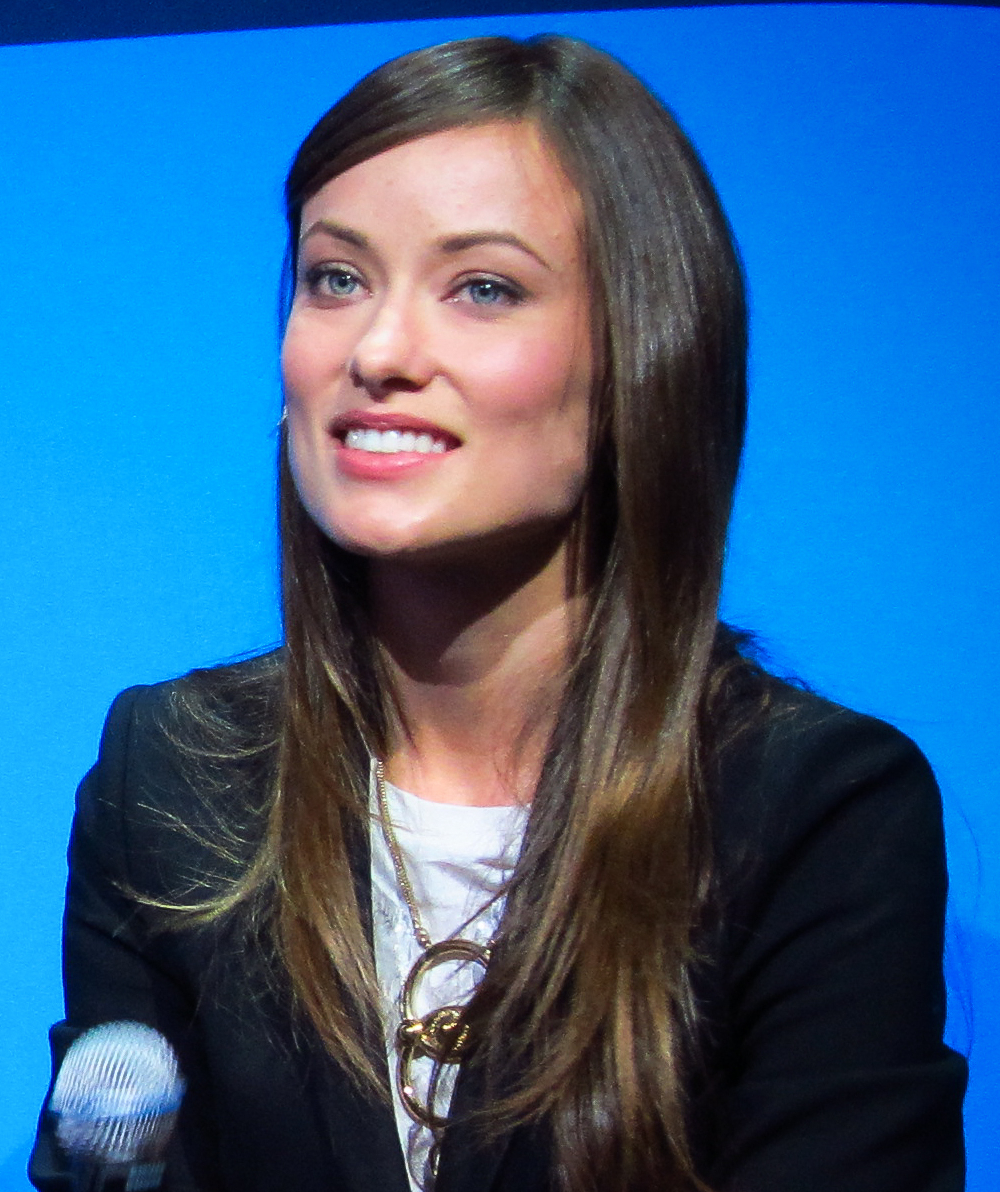
Lors du Consumer Electronics Show, de 2011

Elle est pressentie pour jouer Lara Croft dans une relance de la série. Le rôle est finalement attribué à l'actrice suédoise Alicia Vikander.
Après une année 2012 plus mineure - des seconds rôles dans le thriller sentimental The Words de Brian Klugman et Lee Sternthal, et dans le drame Des gens comme nous, d'Alex Kurtzman ainsi que le rôle féminin principal du film d'action Cold Blood, de Stefan Ruzowitzky - elle enchaîne avec plusieurs productions plus remarquées.
Elle prête d'abord ses traits au mannequin Suzy Miller, la femme du pilote James Hunt dans le biopic Rush, de Ron Howard ; elle évolue aux côtés des icônes de la comédie populaire, Jim Carrey et Steve Carell dans la comédie The Incredible Burt Wonderstone, de Don Scardino, elle est l'une des comédiennes choisies par Spike Jonze pour entourer Joaquin Phoenix dans la comédie dramatique d'anticipation Her ; à l'opposé, elle retrouve Paul Haggis dans le très mal reçu Puzzle, film choral au casting quatre étoiles ; et, enfin, elle fait partie de la distribution du film à très petit budget, Drinking Buddies, écrit et réalisé par Joe Swanberg.
Pour ce dernier film, qui est un succès critique, elle officie aussi en tant que productrice exécutive, après deux expériences sur des courts métrages documentaires.

#### Diversification et échecs successifs (2014-2018)
Après cet enchaînement de tournages, elle se révèle plus sélective, privilégiant exclusivement le cinéma indépendant hollywoodien : en 2014, elle retrouve Jason Bateman pour la comédie romantique Une semaine ordinaire (The Longest Week) de Peter Glanz, et elle donne la réplique à Sam Rockwell dans la satire Blonde sur ordonnance, de Geoff Moore et David Posamentier. La même année elle donne voix à Denise le temps d'un épisode de la série American Dad!, puis à Charlotte Moore-Carson qu'elle jouera occasionnellement jusqu'en 2020 dans la série BoJack Horseman portée par Will Arnett,.
Et en 2015, elle est la vedette du film d'horreur Lazarus Effect, de David Gelb, pour lequel elle retrouve Mark Duplass ; l'œuvre est très mal reçue par la critique ; elle participe au film dramatique Meadowland, de Reed Morano, qui passe inaperçu en salles et dont elle est co-productrice.
C'est vers la télévision qu'elle se tourne : après avoir joué son propre rôle dans la seconde saison de la comédie britannique Doll & Em, produite par l'actrice Emily Mortimer, elle tient le rôle féminin principal de la série dramatique historique Vinyl, produite par Martin Scorsese, lancée en janvier 2016. Le programme est cependant un échec critique et commercial et s'arrête au bout d'une seule saison.

#### Regain critique grâce à son passage derrière la caméra (depuis 2019)
Si en 2019 elle joue la journaliste Kathy Scruggs dans Le Cas Richard Jewell, un film de Clint Eastwood relatant la couverture médiatique subit par Richard Jewell après l'attentat du parc du Centenaire 1996, c'est son premier long métrage en tant que réalisatrice de la comédie Booksmart qui marque son année. Cette production indépendante qui met en vedette Kaitlyn Dever et Jessica Williams dans les rôles principaux ainsi que Lisa Kudrow, son compagnon de l'époque Jason Sudeikis et Will Forte est largement plébiscitée par la critique. Ce premier essai sur grand écran lui permet de remporter des prix lors du Festival international du film de San Francisco et du Festival international du film de Palm Springs.
En avril 2020, elle tient un rôle dans la fiction audio Escape from Virtual Island écrite par John Lutz et disponible sur la plateforme Audible.
En 2021, elle tient l'emblématique rôle de Gozer dans SOS Fantômes : L'Héritage (Ghostbusters: Afterlife) de Jason Reitman, suite directe des films Ghostbusters sortis en 1984 et 1989. Succédant à l'actrice Slavitza Jovan, Wilde partage le rôle avec deux autres personnes, la danseuse Emma Portner qui assure certains mouvements du personnage et l'actrice Shohreh Aghdashloo qui lui prête sa voix.
En 2022, elle prête sa voix à la journaliste Lois Lane dans le film d'animation Krypto et les Super-Animaux (DC League of Super-Pets).
En septembre 2022, elle sort son deuxième long-métrage, le thriller psychologique Don't Worry Darling avec Florence Pugh, Harry Styles et Chris Pine dans les rôles principaux. L'actrice y joue également un rôle secondaire.

### Vie privée

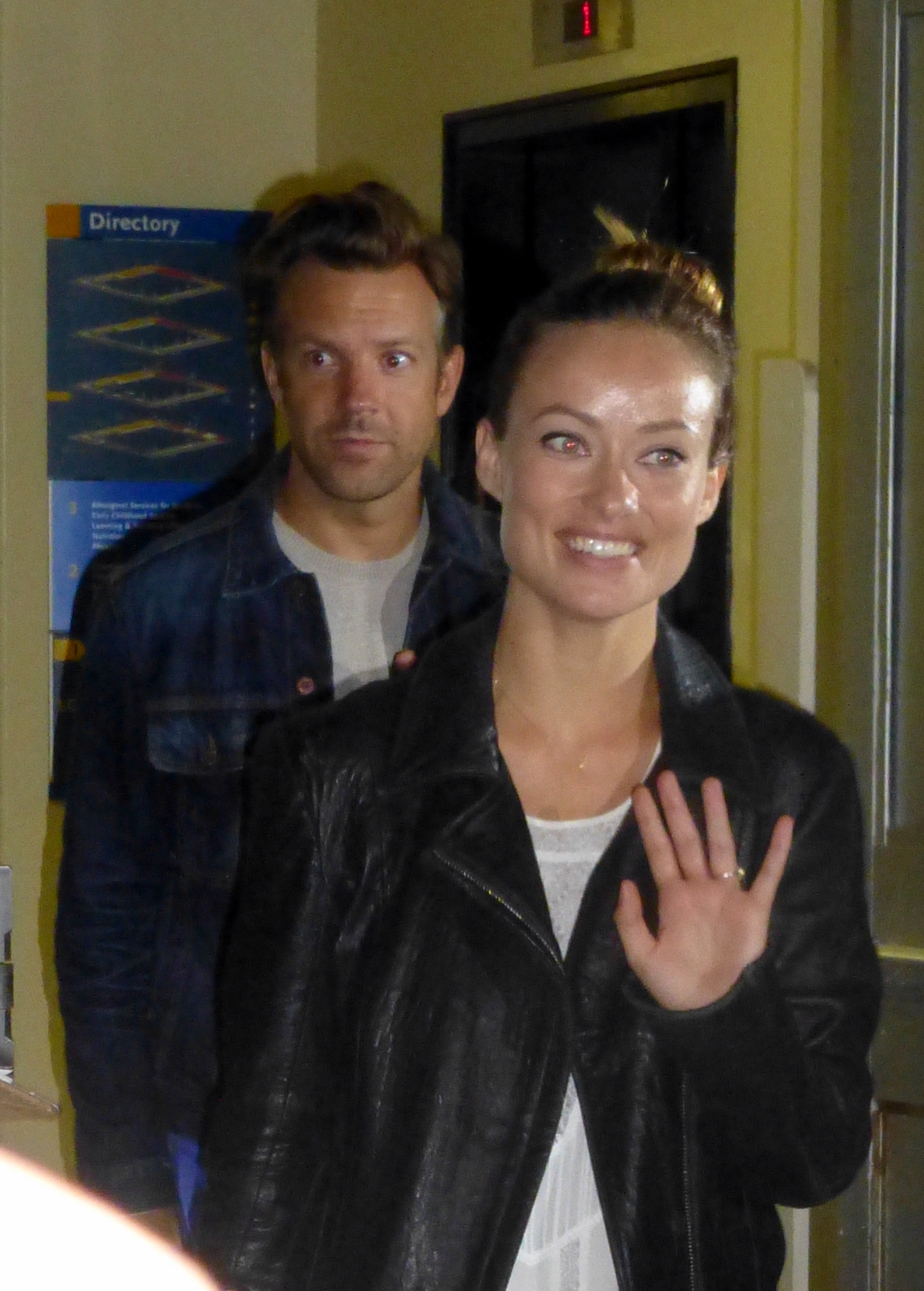
Avec son ex-compagnon Jason Sudeikis, au Festival international du film de Toronto 2013.

En 2003, Olivia Wilde se marie à l'âge de 19 ans avec le prince italien Tao Ruspoli (en),. Ils se séparent le 8 février 2011,. Leur divorce est prononcé en septembre 2011.
De novembre 2011 à novembre 2020, elle est en couple avec l'acteur Jason Sudeikis. Ils se fiancent en janvier 2013. Leur premier enfant, nommé Otis Alexander Sudeikis, nait le 20 avril 2014. Elle accouche le 11 octobre 2016 d'une petite fille, prénommée Daisy Josephine. Ils se séparent en novembre 2020.
Elle se met en couple en janvier 2021 avec le chanteur Harry Styles,. Leur relation prend fin en novembre 2022.

### Prises de position
Olivia Wilde est végétalienne.
Proche du Parti démocrate, elle soutient Barack Obama lors de l’élection présidentielle américaine de 2008, et participe à la campagne pour l'élection présidentielle américaine de 2012, apparaissant en particulier dans un clip de campagne Women's Voices - Join Women for Obama,.
Lors de la campagne pour l'élection présidentielle américaine de 2016, elle soutient Hillary Clinton.

## Filmographie
Sauf indication contraire, les informations mentionnées dans cette section peuvent être confirmées par la base de données cinématographiques IMDb,  présente dans la section « Liens externes ».

### Actrice

#### Cinéma

##### Courts métrages
- 1995 : Meeting Magdalene de Marilyn Freeman : Magdalene
- 2009 : The Ballad of G.I. Joe : la Baronne
- 2010 : Weird: The Al Yankovic Story (fausse bande-annonce) d'Eric Appel : Madonna
- 2011 : Free Hugs d'Olivia Wilde : Head Hooper
- 2017 : Daytime Noon de Micah Perta : Kat
- 2021 : Algorithm de Matthew Frost

##### Longs métrages
- 2004 : The Girl Next Door de Luke Greenfield : Kellie
- 2005 : Conversation(s) avec une femme (Conversations with Other Women) de Hans Canosa : une demoiselle d'honneur
- 2006 : Alpha Dog de Nick Cassavetes : Angela Holden
- 2006 : Camjackers de Julian Dahl : Sista Strada Cast
- 2006 : Bickford Shmeckler's Cool Ideas de Scott Lew : Sarah Witt
- 2006 : Paradise Lost de John Stockwell : Bea
- 2007 : Kill Bobby Z (The Death and Life of Bobby Z) de John Herzfeld : Elizabeth
- 2008 : Fix (en) de Tao Ruspoli : Bella
- 2009 : L'An 1 : Des débuts difficiles (Year One) de Harold Ramis : Princesse Inanna
- 2010 : Les Trois Prochains Jours (The Next Three Days) : Nicole
- 2010 : Tron : L'Héritage (Tron: Legacy) de Joseph Kosinski : Quorra
- 2011 : Folie meurtrière (On the Inside) de D.W. Brown : Mia Conlon
- 2011 : Cowboys et Envahisseurs (Cowboys and Aliens) de Jon Favreau : Ella Swenson
- 2011 : Échange standard (The Change-Up) de David Dobkin : Sabrina McArdle
- 2011 : La Famille Pickler (Butter) de Jim Field Smith : Brooke
- 2011 : Time Out (In Time) d'Andrew Niccol : Rachel Salas
- 2012 : The Words de Brian Klugman et Lee Sternthal : Daniella
- 2012 : Cold Blood (Deadfall) de Stefan Ruzowitzky : Liza
- 2012 : Des gens comme nous (People Like Us) d'Alex Kurtzman : Hannah
- 2013 : Rush de Ron Howard : Suzy Miller
- 2013 : L'Incroyable Burt Wonderstone (The Incredible Burt Wonderstone) de Don Scardino : Jane
- 2013 : Drinking Buddies de Joe Swanberg : Kate (également productrice exécutive)
- 2013 : Puzzle (Third Person) de Paul Haggis : Anna
- 2013 : Her de Spike Jonze : Amélia / la femme du « Blind date »
- 2014 : Une semaine ordinaire (The Longest Week) de Peter Glanz : Beatrice
- 2014 : Blonde sur ordonnance de Geoff Moore et David Posamentier : Elisabeth Roberts
- 2014 : Black Dog, Red Dog de 8 réalisateurs
- 2015 : Lazarus Effect de David Gelb : Zoe
- 2015 : Dans la brume du soir (Meadowland) de Reed Morano : Sara (également productrice)
- 2015 : Noël chez les Cooper (Love the Coopers) de Jessie Nelson : Eleanor
- 2018 : Seule la vie... (Life Itself) de Dan Fogelman : Abby
- 2019 : A Vigilante de Sarah Daggar-Nickson : Sadie
- 2019 : Le Cas Richard Jewell (Richard Jewell) de Clint Eastwood : Kathy Scruggs
- 2021 : SOS Fantômes : L'Héritage de Jason Reitman : Gozer (non créditée)
- 2022 : Don't Worry Darling d'elle-même : Bunny
- 2022 : Babylon de Damien Chazelle : Ina Conrad
- 2025 : I Want Your Sex de Gregg Araki : Erika Tracy
- 2026 : The Invite d'elle-même

##### Film d'animation
- 2022 : Krypto et les Super-Animaux : Lois Lane

#### Télévision

##### Séries télévisées
- 2003-2004 : Skin : Jewel Goldman (mini-série - rôle régulier, 6 épisodes)
- 2004-2005 : Newport Beach (The O.C.) : Alex Kelly (rôle récurrent, 13 épisodes)
- 2007 : The Black Donnellys : Jenny Reilly (rôle régulier, 13 épisodes)
- 2007-2012 : Dr House (House, M.D.) : Dre Remy « N°13 » Hadley (rôle régulier, 81 épisodes)
- 2011 : Saturday Night Live : Une femme (1 épisode)
- 2014-2015 : Portlandia : Brit (3 épisodes)
- 2015 : Doll & Em : Olivia (rôle récurrent, 5 épisodes)
- 2016 : Vinyl : Devon Finestra (rôle régulier, 10 épisodes)

##### Séries d'animation
- 2012 : Tron : La Révolte : Quorra (1 épisode)
- 2012 : Robot Chicken : Rosemary Woodhouse et voix additionnelles (1 épisode)
- 2013 : The High Fructose Adventures of Annoying Orange : Cauliflower (1 épisode)
- 2014 : American Dad! : Denise (1 épisode)
- 2014-2020 : BoJack Horseman : Charlotte Moore-Carson (6 épisodes)
- 2017 : Son of Zorn : Radiana (1 épisode)

#### Clips
- 2006 : Stolen du groupe Dashboard Confessional[réf. nécessaire]
- 2006 : So Far We Are du groupe The French Kicks[réf. nécessaire]
- 2008 : It's a New Day de will.i.am, réalisé par Ben Mor
- 2010 : Derezzed du groupe Daft Punk
- 2013 : City of Angels du groupe Thirty Seconds to Mars[réf. nécessaire]
- 2018 : Nice For What de Drake, réalisé par Karena Evans (en)

#### Jeux vidéo
- 2010 : Tron: Evolution : Quorra (voix)
- 2010 : Tron Evolution: Battle Grids : Quorra (voix)

### Productrice
- 2010 : Sun City Picture House de David Darg
- 2012 : Baseball in the Time of Cholera de David Darg et Bryn Mooser
- 2013 : The Rider and The Storm de David Darg et Bryn Mooser
- 2015 : Body Team 12 de David Darg
- 2017 : Fear Us Women de David Darg

### Réalisatrice
- 2011 : Free Hugs (court métrage) - également scénariste
- 2016 : No Love Like Yours (clip) du groupe Edward Sharpe and the Magnetic Zeros
- 2016 : Dark Necessities (clip) du groupe Red Hot Chili Peppers
- 2019 : Booksmart
- 2020 : Wake Up (court métrage)
- 2022 : Don't Worry Darling
- 2026 : The Invite

## Fiction audio
- 2020 : Escape from Virtual Island : Bianca

## Distinctions

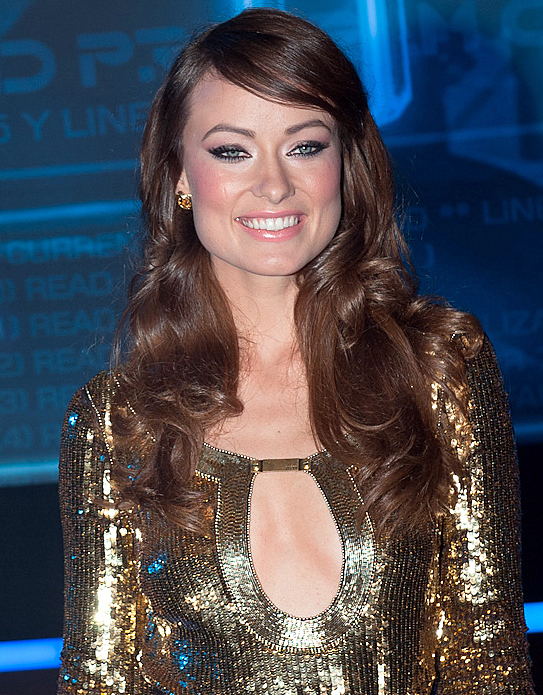
Lors d'une avant-première de Tron, en 2010.

Sauf indication contraire ou complémentaire, les informations mentionnées dans cette section proviennent de la base de données IMDb.

### Récompenses
- US Comedy Arts Festival 2006 : meilleure actrice pour Bickford Shmeckler's Cool Ideas
- Vail Film Festival 2008 : Rising Star Award
- IMDb Awards 2013 : STARmeter Award
- Women Film Critics Circle Awards 2015 : Acting and Activism Award[42]
- News & Documentary Emmy Awards 2017 : meilleur documentaire pour Body Team 12
- National Association of Theatre Owners 2019 : CinemaCon Award de la meilleure révélation en tant que réalisatrice de l'année
- Festival international du film de Palm Springs 2019 : Directors to Watch
- Festival international du film de San Francisco 2019 : Audience Award du meilleur film pour Booksmart

### Nominations
- Teen Choice Awards 2008 : meilleure révélation féminine dans une série télévisée pour Dr. House
- Screen Actors Guild Awards 2009 : meilleure distribution pour une série télévisée dramatique dans Dr. House
- Teen Choice Awards 2009 : meilleure actrice dans une série télévisée dramatique pour Dr. House
- Teen Choice Awards 2010 : meilleure actrice dans une série télévisée dramatique pour Dr. House
- MTV Movie & TV Awards 2011 : meilleure révélation pour Tron
- Scream Awards 2011 : meilleure actrice dans un film de science-fiction pour Tron
- Teen Choice Awards 2011 : 
  - meilleure actrice dans une série télévisée dramatique pour Dr. House
  - meilleure révélation féminine dans un film pour Tron
- Alliance of Women Film Journalists 2012 : Humanitarian Activism Award[43]
- Behind the Voice Actors Awards 2013 : meilleure performance féminine de doublage dans un rôle d'invité pour une série télévisée dans TRON: Uprising
- Teen Choice Awards 2013 : meilleure actrice dans un film comique pour L'incroyable Burt Wonderstone
- Behind the Voice Actors Awards 2015 : meilleure performance féminine de doublage dans un second rôle pour BoJack Horseman

## Voix francophones
La doublant une première fois en 2004 dans The Girl Next Door, Caroline Pascal devient la voix régulière d'Olivia Wilde à partir de 2007 et la série Dr House, et ce, jusqu'en 2014. Elle la double dans les films L'An 1 : Des débuts difficiles, Les Trois Prochains Jours, Folie meurtrière, Butter, Time Out, The Words et Blonde sur ordonnance. Elle la retrouve en 2022 dans Babylon.
La doublant également en 2004 dans Newport Beach, Barbara Beretta devient au cours des années 2010 sa voix la plus régulière, la retrouvant dans Cowboys et Envahisseurs, The Incredible Burt Wonderstone, Meadowland, Vinyl et Le Cas Richard Jewell.
Olivia Wilde est également doublée par Alexandra Garijo en 2006 dans Alpha Dog et en 2007 dans Kill Bobby Z, Caroline Victoria dans The Black Donnellys en 2007 et dans Échange standard en 2011, Julie Dumas dans Tron : L'Héritage en 2010 et Lazarus Effect en 2015 et Stéphanie Lafforgue dans Rush en 2013 et Don't Worry Darling et 2022.
Elle est doublée à titre exceptionnel par les actrices suivantes : Mirabelle Kirkland dans Conversation(s) avec une femme, Elisabeth Ventura dans Cold Blood, Alexandra Ansidei dans Her,, Myriem Akheddiou dans Puzzle,  Ingrid Donnadieu dans Seule la vie... et Laura Blanc dans How It Ends.
En version québécoise,  Catherine Proulx-Lemay double la quasi-totalité de ses apparitions, dont Mâle Alpha, Bobby Z, L'An Un, Tout pour elle, Cowboys et Aliens, Lui, c'est moi, En temps, Elle, Seule la vie... ou encore Le Cas Richard Jewell.
Elle est également doublée par Ariane-Li Simard-Côté dans Tron : L'Héritage et Les Mots ainsi que par Geneviève Désilets dans Touristes et Mélanie Laberge dans Rush.